# Prix de journalisme Vladimir Herzog d'amnistie et droits de l'homme
Le Prix de journalisme Vladimir Herzog d'amnistie et droits de l'homme (en portugais : Prêmio Jornalístico Vladimir Herzog de Anistia e Direitos Humanos ou Prix Vladimir Herzog) est un prix de journalisme brésilien, décerné chaque année à des professionnels de journalisme et médias qui ont excellé dans la défense de la démocratie, la citoyenneté et les droits humains et sociaux,.
Le prix, qui est remis dès 1979, est organisé par l'Instituto Vladirmir Herzog. Le prix a été créé deux ans après l'assassinat du journaliste Vladimir Herzog par des militaires dans le contexte de la dictature brésilienne.

## Récipiendaires
- Fernando Molica en 2004 (catégorie Livre-reportage mention d'honneur et décerné pour la catégorie Reportage TV)[4].
- Tatiana Merlino en 2009 (catégorie Web), et 2010 et 2012 (catégorie Revue).